# East Farnham
East Farnham est une municipalité du Québec, située dans la municipalité régionale de comté de Brome-Missisquoi et dans la région administrative de l'Estrie.

## Toponymie
Le nom de Farnham vient rappeler la ville de Farnham située dans le comté de Surrey en Angleterre. Le point cardinal vient préciser la position orientale de la municipalité par rapport à l'ancien canton de Farnham.

## Histoire

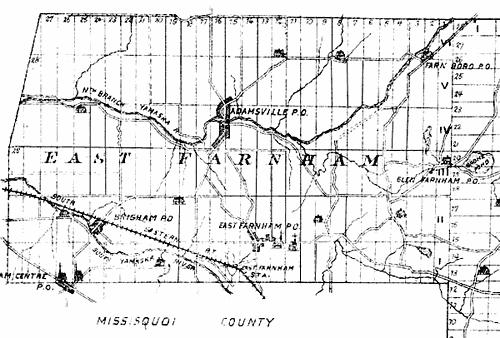
Canton d'East Farnham en 1881.

Une des premières familles à s'établir dans la région d'East Farnham est celle de Gideon Bull en 1800. Il s'agit d'une famille de quakers. D'ailleurs, la plus importante communauté de quakers du Canada au début du XIXe siècle se retrouve à East Farnham et, plus particulièrement, à Allen's Corner (secteur au coin des rues Principale et Hall).
On érige une maison d'assemblée en 1823. En 1830, on mentionne la présence d'environ 30 familles quakers. En 1843, on érige une église méthodiste qui sera convertie plus tard en Église unie du Canada. À la fin du XIXe siècle, la communauté quaker diminue et le Meeting House est démoli. On construit par ailleurs l'église anglicane St-Augustine en 1874 qui fut vendue en 1984.
En 1879, East Farnham comporte deux magasins généraux, une épicerie, un atelier de voitures, trois forgerons, une usine de portes et fenêtres et une fromagerie. L'usine la plus importante est celle de Messrs Banfill & Vilas qui fabrique de charrues.
Bien que le nom apparaisse dès 1837 pour le bureau de poste, la municipalité de village est officiellement créée en 1914. Le 11 mars 1914, William Elwin Hall dépose une pétition demandant qu'une portion du canton de Farnham devienne une municipalité de village. La requête est acceptée le 27 août 1914, créant « La municipalité du village de la partie Est du Canton de Farnham ».
En 1990, une parcelle de la municipalité de village est annexée à Cowansville.
East Farnham changea son statut pour celui de municipalité le 13 septembre 2008.

## Démographie
| 1991 | 1996 | 2001 | 2006 | 2011 | 2016 | 2021 |
| ---- | ---- | ---- | ---- | ---- | ---- | ---- |
| 524  | 518  | 526  | 484  | 553  | 554  | 612  |

## Administration
Les élections municipales se font en bloc pour le maire et les six conseillers.
| East Farnham Maires depuis 2001                                                                                      |                       |                 |          |
| Élection | Maire                 | Qualité         | Résultat |
| 2001 | Madeleine Chabot      |                 | Voir     |
| 2005 | Madeleine Chabot      | Voir            |          |
| 2009 | Sylvie Dionne-Raymond |                 | Voir     |
| 2013 | Sylvie Dionne-Raymond | Voir            |          |
| 2017 | Sylvie Dionne-Raymond | Voir            |          |
| 2021 | Sylvie Dionne-Raymond | Voir            |          |
| sept. 2023 |                       | Maire suppléant | Voir     |
| nov. 2023 | Caroline Cusson       |                 | Voir     |
| Élection partielle en italique Depuis 2005, les élections sont simultanées dans toutes les municipalités québécoises |                       |                 |          |

## Galerie d'images

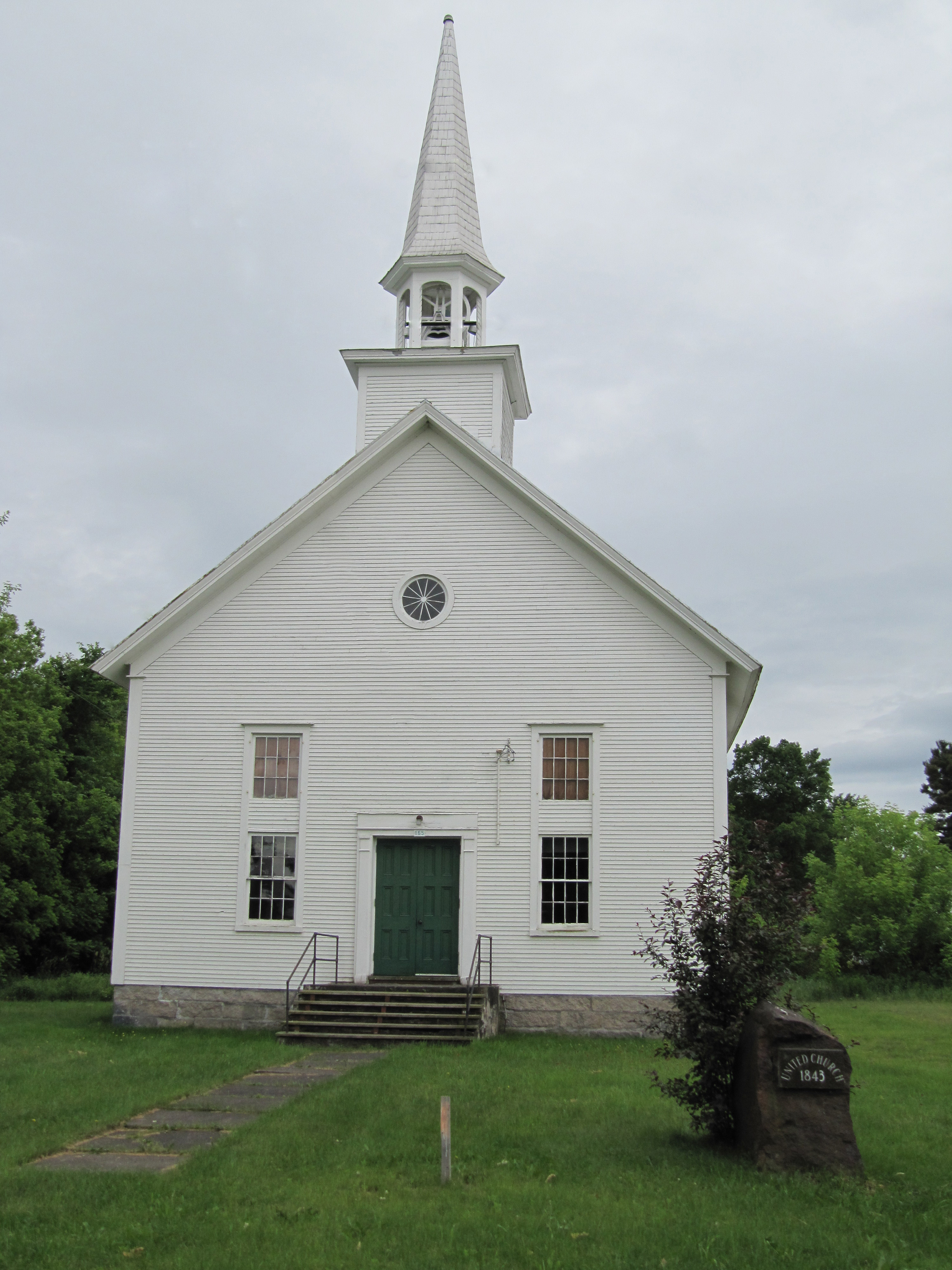
Église méthodiste.
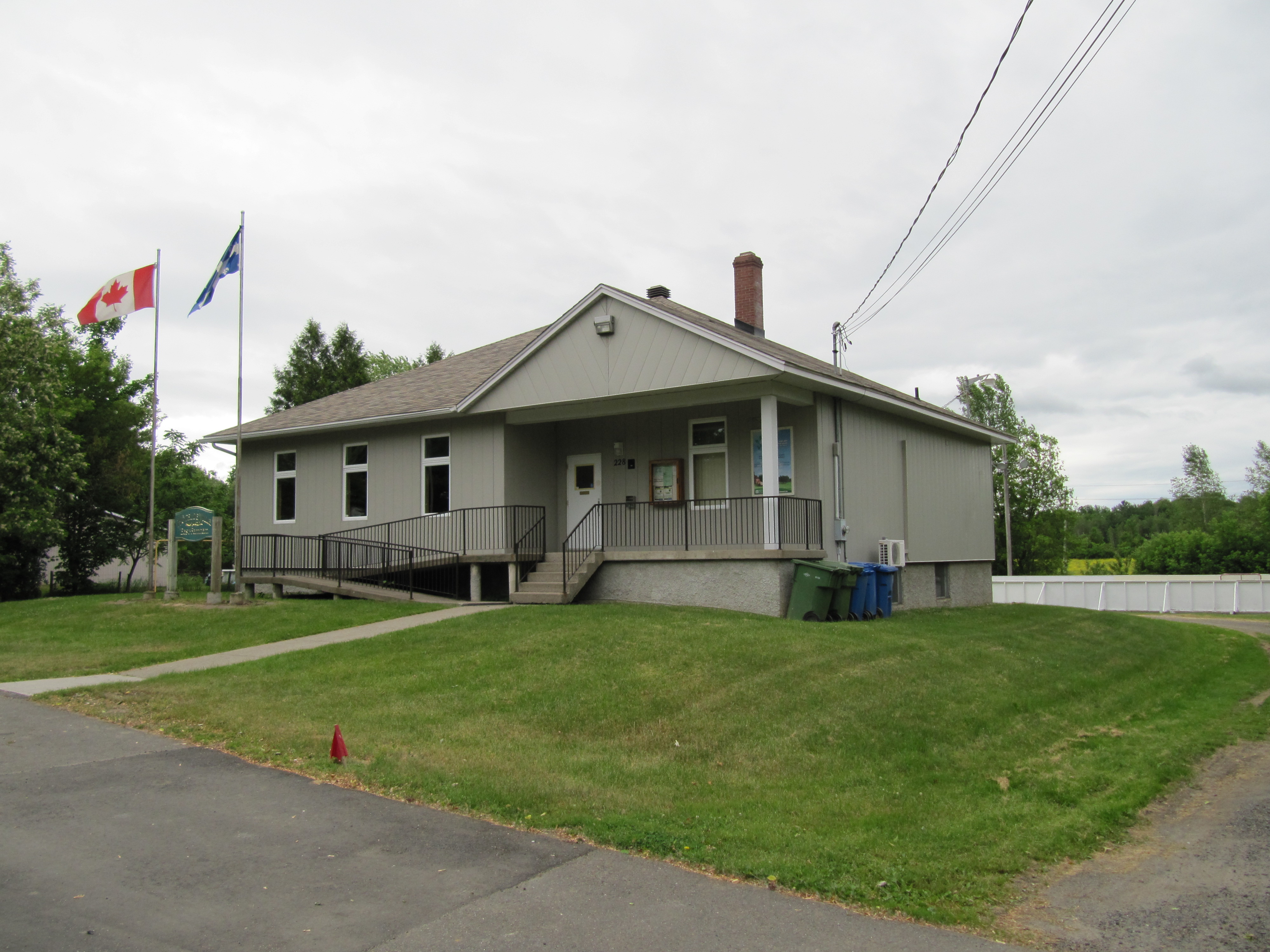
Hôtel de ville.

## Personnalités liées
- George Aaron Barton (en) (1859–1942), universitaire, professeur de langues sémitiques et d'histoire des religions, y est né.
- William Frederick Vilas (en) (1853–1930), homme politique (parti libéral), y est né.